# غلبرن دافيد (تشيشير)
غلبرن دافيد (بالإنجليزية: Golborne David)‏ هي قرية و أبرشية مدنية تقع في المملكة المتحدة في إنجلترا.  يقدر عدد سكانها بـ 55 نسمة .